# Piotr Woźniak (lekkoatleta)
Piotr Woźniak (ur. 16 czerwca 1991) – polski lekkoatleta, sprinter i płotkarz.
Brązowy medalista Halowych Mistrzostw Polski 2014 w sztafecie 4 × 400 metrów.

## Rekordy życiowe
| Konkurencja       | Rezultat | Data             | Miejsce   |
| ----------------- | -------- | ---------------- | --------- |
| Bieg na 60 m ppł  | 8,45     | 13 stycznia 2007 | Grudziądz |
| Bieg na 100 m     | 11,22    | 5 maja 2012      | Gdańsk    |
| Bieg na 110 m ppł | 14,35    | 17 maja 2008     | Olsztyn   |
| Bieg na 200 m     | 22,14    | 28 maja 2010     | Białogard |
| Bieg na 400 m     | 48,98    | 18 czerwca 2011  | Chojnice  |
| Bieg na 400 m ppł | 52,37    | 20 lipca 2013    | Toruń     |